# Anthon Bang
Anthon Bang (Copenhaguen, 9 de desembre de 1809 – Christiania (actual Oslo), 31 de juliol de 1870) va ser un escriptor i editor danès - noruec.
Va néixer a Copenhaguen (Dinamarca), i va créixer a Trondheim, al centre de Noruega. Era net de Carsten Gerhard Bang, gerent de la fàbrica de coure Røros.
Va ser educat com a oficial militar, però va acabar la seva carrera militar el 1844 a causa d'una malaltia. A partir d'aleshores va viure com a publicista, va escriure llibres i va editar diverses revistes i diaris. De 1860 a 1866 va publicar el setmanari Lørdags-Aftenblad for Arbeidsklassen a Christiania, i va establir el diari Dagbladet el 1869.